# Sant Pere de Premià
Sant Pere de Premià és una obra de Premià de Dalt (Maresme) protegida com a bé cultural d'interès local.

## Descripció
Parròquia de d'estil tardogòtic, amb una planta quadrada, que consta d'una única nau, amb capelles laterals, absis poligonal i campanar de torre.

## Història
La primera notícia de la parròquia de Sant Pere és del segle x. De la primitiva església romànica no n'ha pervingut cap vestigi, ja que, al seu damunt, es va construir l'actual temple, l'any 1588. Durant la guerra va ser molt malmès i es va perdre el retaule del segle xv.